# Zona conurbada de Tehuantepec
La Zona conurbada de Tehuantepec se localiza en la parte sureste del estado de Oaxaca, en la región del Istmo, y se conforma por tres municipios: Santo Domingo Tehuantepec, Salina Cruz y San Blas Atempa, con un total de 179, 870 habitantes.

## Población (2020)
| Municipio                 | Población | Superficie(km²) | Densidad |
| ------------------------- | --------- | --------------- | -------- |
| Santo Domingo Tehuantepec | 67 739    | 965.8           | 70.13    |
| Salina Cruz               | 84 438    | 132.3           | 638.23   |
| San Blas Atempa           | 19 696    | 212.23          | 92.80    |
| Total                     | 171 873   | 1 310.33        | 801.16   |